# Massimo Mascioletti
Massimo Mascioletti (L'Aquila, 1958) est un joueur international et entraîneur italien de rugby à XV.
Évoluant comme trois-quarts aile au sein de L'Aquila Rugby toute sa carrière, il a aussi dirigé ce club ainsi que l'Unione Rugby Capitolina et la sélection italienne.
Il participe comme joueur à la Coupe du monde 1987 et comme sélectionneur de l'Italie à la Coupe du monde 1999.
Il est le directeur technique de Napoli Afragola depuis 2021.

## Biographie
Massimo Mascioletti naît à L'Aquila le 4 mars 1958.

### Carrière de joueur
Mascioletti fait toute sa carrière dans l'équipe de sa ville natale, L'Aquila Rugby, alternant ses activités sportives avec son travail d'employé municipal. Déjà dans l'équipe première à l'âge de 15 ans et 11 mois, John Powell Rees le fait débuter avec le GUF Treviso` le 24 février 1974 et la saison suivante, le 10 novembre contre le CUS Genova (it), il marque son premier essai. Mascioletti a joué 280 matches au cours de ses dix-sept saisons en Serie A, marquant 227 essais pour un total de 908 points. Il a remporté deux championnats nationaux consécutifs, en 1980-81 et 1981-82.[réf. nécessaire]
Mascioletti fait ses débuts internationaux en 1977, à l'âge de 19 ans. Principalement ailier, il est parfois utilisé comme arrière. Il joue les trois matchs de la Coupe du monde 1987 en Nouvelle-Zélande et dispute au total 54 matchs jusqu'en 1990, ce qui, au moment de sa retraite, fait de lui le troisième joueur de rugby italien le plus capé.
En raison de sa vitesse, de la modernité de son jeu et de ses compétences techniques, Pierre Villepreux, l'entraîneur de l'équipe nationale italienne, qui l'a longtemps employé, a déclaré que Mascioletti était « l'ailier droit du championnat de France ».

### Carrière d'entraîneur
Devenu entraîneur, il prend la tête de L'Aquila Rugby, qu'il mène en 1993-1994 à la finale du championnat italien contre l'Amatori Rugby Milan, favori, et qu'il remporte finalement.
En 1995, il est appelé dans le staff de Georges Coste comme entraîneur adjoint de l'équipe nationale italienne qui remporte le Trophée européen FIRA 1997 en battant la France en finale. En 1999, il devient commissaire technique après la démission de Coste à la suite d'une lourde défaite lors d'un test-match contre l'Afrique du Sud (0-101).
Il mène l'équipe nationale à la Coupe du monde de rugby 1999, qui se termine par une lourde défaite contre la Nouvelle-Zélande, puis démissionne pour laisser la place à Brad Johnstone. Avec la nomination du Néozélandais Kieran Crowley en 2021, Mascioletti demeure le dernier Italien à avoir dirigé la sélection senior des Azzurri.
De 2003 à 2008, il entraîne l'Unione Rugby Capitolina de Rome, avec laquelle il remporte le championnat de deuxième division en 2006, ce qui lui permet d'être promu en Super 10. Il démissionne à la fin de la saison 2007-2008 pour prendre le poste, dans sa ville natale, d'unique responsable du secteur technique de L'Aquila.
Le 18 octobre 2009, Mascioletti subit un accident vasculaire cérébral, dont il se remet quelques mois plus tard. Cependant, à la fin de la saison, il quitte son poste.
En 2011, il reçoit la médaille de la valeur civile pour l'aide qu'il a apportée, avec d'autres joueurs de l'équipe, dans les jours qui ont suivi le séisme du 6 avril 2009 à L'Aquila.
De mai 2017 à 2021, Mascioletti occupe le poste de chef du secteur technique de l'équipe de la police d'État de Fiamme Oro Rugby à Rome.
Depuis 2021, il est le directeur technique du Napoli Afragola.

## Palmarès

### Joueur
- Championnat italien : 2 (avec L'Aquila Rugby en 1981 et en 1982)
- Coupe d'Italie : 1 (avec Aquila Rugby en 1981)

### Entraîneur
- Championnat italien : 1 (avec L'Aquila Rugby en 1993)

## Reconnaissance
- Palme d'argent au mérite technique (it) en 2004[10]

- Médaille de bronze de la valeur civile en 2011 :

« Joueur de rugby de L'Aquila, lors du violent tremblement de terre qui a secoué la région des Abruzzes, il est immédiatement venu en aide aux patients de l'hôpital local, les transportant dans un lieu sûr, malgré les secousses répétées. Un exemple clair de hautes vertus civiques et d'un esprit altruiste louable. »

— 6 avril 2009